# Jamila (película)
Jamila es una película de Sudán del Sur, "el primer largometraje producido por sursudaneses". Fue dirigida por Daniel Denis en 2011.

## Sinopsis
Jamila cuenta la historia de una mujer, su novio y su pretendiente, quien tiene más dinero y más edad.

## Producción
Fue producida por Woyee Film and Theatre Industry, con refugiados que regresaban a Yuba desde el campo de refugiados de Kakuma en Kenia, donde la ONG FilmAid International les había enseñado habilidades cinematográficas. A su regreso, el grupo de más de cincuenta personas hizo cortometrajes para agencias de las Naciones Unidas, rotando roles entre ellos y ganando dinero para comprar cámaras y equipo de edición.

## Lanzamiento
Dado que el único cine de Yuba había sido destruido durante la guerra, se proyectó en un centro cultural local. Más de 500 personas asistieron a la primera proyección, y un número mayor asistió a la segunda.